# Václav Řezníček
Václav Řezníček (9. září 1861 Skalička u České Skalice – 26. ledna 1924 Praha-Královské Vinohrady), často psán i jako Vácslav Řezníček, byl český spisovatel, novinář, historik, knihovník a ředitel knihovny Národního muzea.

## Biografie
Rod Václava Řezníčka pocházel z Krkonošského podhůří. Jeho otec Jan (* 1821 Skalička) se oženil s Emilií, rozenou Exnerovou z Třebešova, a stal se hospodářem na zemědělské usedlosti ve Skaličce. Dne 9. září 1861 se jim narodil syn Václav, nejmladší ze čtyř dětí.
První třídu gymnázia vystudoval Václav v roce 1873 na Akademickém gymnáziu v Praze, na konci letních prázdnin roku 1874 pak odjel na studia do Hradce Králové, kde také maturoval. Po ukončení gymnázia byl přijat na pražskou univerzitu, kde roku 1881 nastoupil na právnickou fakultu. Studium ale nedokončil.
Pracoval v literárním odboru Umělecké besedy a v redakci Národních listů, kde Řezníčkovi vycházely první drobné prózy, se seznámil s Josefem Barákem. Díky tomu se dostal do povědomí žurnalistické a spisovatelské společnosti. Jeho povídkové prvotiny vycházely především ze vzpomínek a zážitků z Řezníčkova rodného kraje – dnešního Babiččina údolí u České Skalice.
V osmdesátých letech psal literárněkritické stati do Světozoru. Svými texty také přispíval do královéhradeckých časopisů Polabanu a Ratiboru. V roce 1885 byl jmenován starostou studentského Akademického čtenářského spolku, byl také členem Spolku českých spisovatelů belletristů Máj.
V roce 1886 se přestěhoval do Kolína, kde rok redigoval Kolínské listy. Po návratu do Prahy začal studovat historii na filozofické fakultě a studia na pražské univerzitě ukončil v roce 1889 doktorátem (disertace Snahy rodu lucemburského o nabytí marky braniborské).
V roce 1889 přijel do Ronova nad Sázavou navštívit rodinu Peškových, jejichž dceru Vlastimilu (1869–1912) si později vzal za ženu. Tam ho upozornili na staré purkrechtní knihy, uložené u okresního soudu města Přibyslavě. Řezníček si dva svazky vypůjčil a odvezl je do archivu města Prahy, kde v nich pak archiváři Josef Emler a Jaromír Čelakovský nalezli rukopisný text, známý nyní jako Paměti přibyslavské. Přepis textu zveřejnil Řezníček v Národních listech.
V letech 1892–1901 vydával vlastním nákladem knižnici s názvem Modrá knihovna ("Časopis pro spisy poučné i zábavné"), kde nechával tisknout zejména své historické romány a povídky; pro většinu z nich mu primární předlohou byla krajina severovýchodních Čech a to především od Úpice až ke Kladsku včetně Kladska samotného. Ve 4. ročníku jako 26. číslo Modré knihovny např. v roce 1895 vyšlo románové zpracování života F. Vaváka Selské zrcadlo (autoři František Němeček, Tomáš Fryčaj).

V letech 1906 až 1909 redigoval konzervativní list Týden, vedený v katolicky tradicionalistickém duchu, kvůli kterému byl v roce 1907 obviněn z denunciace středoškolských profesorů, kteří se svými volebními programy snažili o oproštění škol od církevního vlivu. Řezníček byl důsledkem toho přechodně vyloučen ze spisovatelského spolku Máj, ale když se zjistilo, že nebyl autorem nařčení, byl přijat zpátky. 

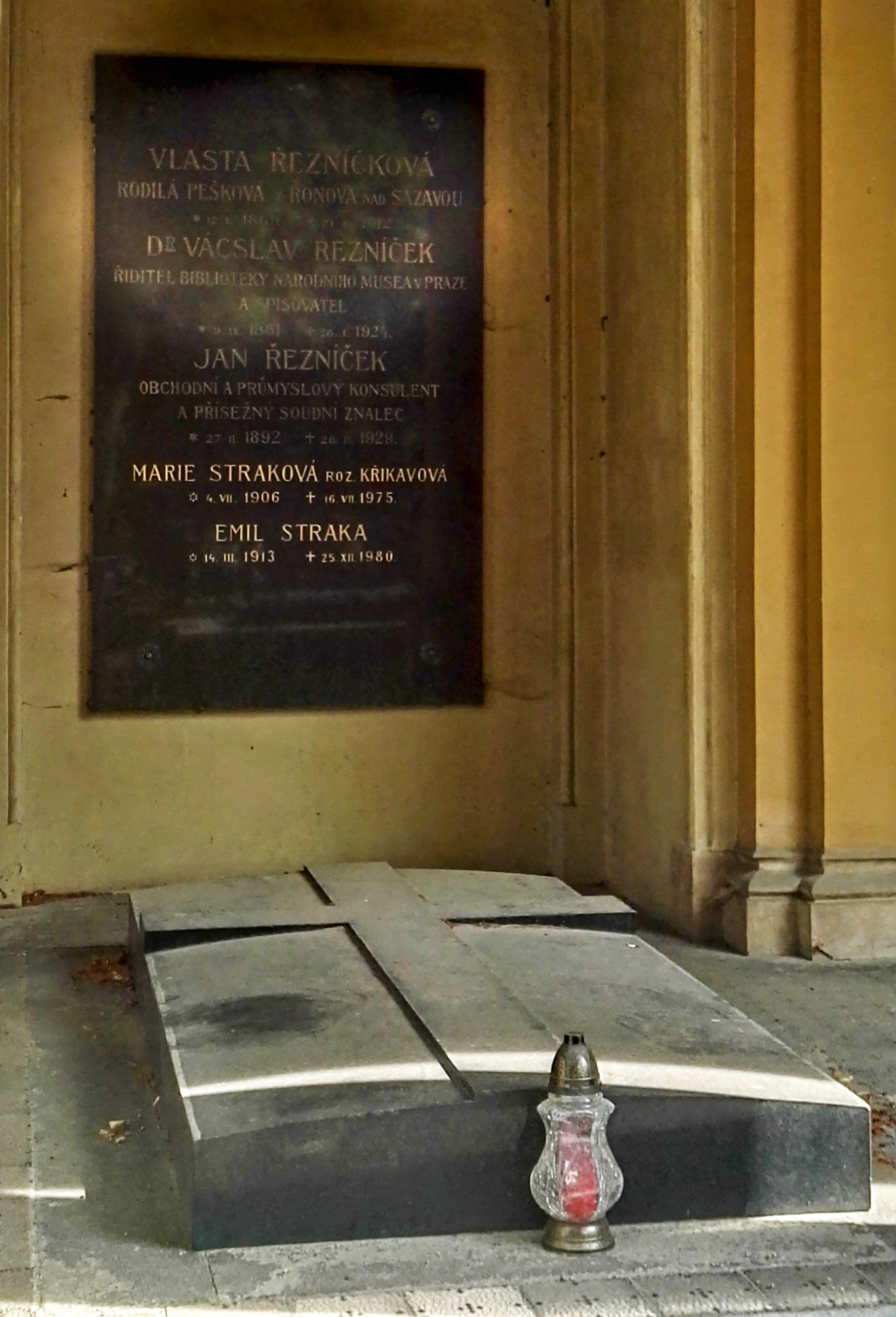
Řezníčkův hrob na Vinohradském hřbitově v Praze

Václav Řezníček používal i pseudonymy Autor Nejmenovaný, Vojta Jalovec, Emil Exner (podle své matky) nebo V. Skalička. Z jeho vlastní, poměrně bohaté beletristické tvorby patří k nejvýznamnějším román Povídka o Viktorce (1885) a povídka ze života Boženy Němcové – Za květu mladosti (1895).
V roce 1907 se stal knihovníkem Národního muzea. Zde začala velmi důležitá životní kapitola pro část jeho životního díla, jakožto knihovníka jediné[ujasnit] české knihovny. Vlivem rakouské nadvlády, která v bývalé dvorní knihovně ve Vídni neprojevovala zájem o českou literaturu a péči o ni, tak i vlivem germánského režimu v pražské univerzitní knihovně, nevzniklo žádné oddělení pro českou literaturu.
Po roce 1918 byl Řezníček jmenován ředitelem knihovny Národního muzea a kromě organizace českého oddělení se zasloužil i o založení tzv. literárního archivu – uspořádání a katalogizaci sbírky novodobých korespondencí a literárních pozůstalostí.
Zemřel 26. ledna 1924 a je pochován na Vinohradském hřbitově v Praze.

## Dílo

### Knižní vydání
- Léta spásy (obrázky z pruské přeháňky, 1882)
- U českého lva (historie z doby rozruchu, 1883)
- Po velké události (tré obrazů z těžkých dob, 1883)
- Podloudníci (povídka z doby neúrody, 1883)
- V dusném vzduchu (tré obrazů, 1885)
- Z různých časů (1885)
- Povídka o Viktorce (vesnický román, 1885)
- Pod praporem naděje (historie, 1885)
- Pro lepší budoucích (obraz selkých dychtění, 1888)
- Liliputáni (kus českého života z roku tohoto, satirický román, 1889)
- Ze starých časův (1889, povídky Hostinka, Zájezd, Na Dobroslavském Chlumci, Ve Provodově)
- Zámecké novelky (1891)
- Politická abeceda pro Čechy (1891)
- Pod prameny sázavskými (z časů husitského hnutí, 1892)
- Krví a železem (kladské povídky, 1893)
- Příhody chlapce Kubiny (Ze dnů hněvu Božího, 1893)
- Za květu mladosti (podhorská idylla ze života Boženy Němcové, 1895)
- Bílá hora (historický román, 1895)
- Student hrdina (historická povídka z doby švédského obležení Prahy, 1897)
- Velký Čech (život, působení a význam Fr. Palackého, otce národa, 1897)
- O českou korunu (1898)
- Starší historie (1898)
- Šmatolán (obrázek z naší doby, 1899)
- Úpičtí rytíři (povídka z doby vpádu tatarského do zemí slovanských, 1899)
- Židé v zemích českých (1900)
- Český duch ve století XIX. (1901)
- Český román (historie madého literáta, 1904)
- Tajemní přátelé (1906)
- Jak věkové šli (1912, povídky a obrázky z českých dějin)
- Na stará kolena (1912)
- Z podhorských tradic (1912)
- V Chytrákově (1913)
- Dědeček (1914)
- Naše zlatá matička (osmidílná románová kronika, která začíná v průběhu českého národního obrození a končí v období Bachova absolutismu, vydáno část. posmrtně 1923–1927)
- Mandel šelmovství a kousků Krakonošových (z českého Podkrkonoší, souhrnné posmrtné vydání 1930)